# Domino Records
Domino Records es una compañía discográfica independiente fundada en Londres, Inglaterra en 1993. Posee también oficinas en Brooklyn (Estados Unidos).
Stephen Pastel preside la disquera subsidiaria Geographic Music, la cual lanza música underground británica y también de otras partes del mundo.
La compañía fue fundada en 1993, por Laurence Bell y su pareja Jacqui Rice. La primera referencia de la empresa fue el sencillo «Soul and Fire» de Sebadoh, bajo la licencia de Sub Pop Records para poder ser lanzado en el Reino Unido.
Domino celebró su primer álbum número 1 en Reino Unido en octubre de 2005, You Could Have It So Much Better de Franz Ferdinand, y su primer sencillo número 1 en el Reino Unido con la canción de Arctic Monkeys "I Bet You Look Good on the Dancefloor", más adelante ese mismo mes.

## Lista de bandas

### Artistas actuales
- Alex Turner
- Animal Collective
- Anna Calvi
- Archie Bronson Outfit
- Arctic Monkeys
- Austra
- Lou Barlow
- Blood Orange
- Bonnie Prince Billy
- Clinic
- The Count and Sinden
- Dan Deacon
- Dirty Projectors
- Ducktails
- Ela Minus
- Four Tet
- Franz Ferdinand
- François & the Atlas Mountains
- Galaxie 500
- Hood
- Hot Chip
- Julia Holter
- Junior Boys
- The Kills
- King Creosote
- The Last Shadow Puppets
- Lightspeed Champion
- Stephen Malkmus and the Jicks
- Max Tundra
- Cass McCombs
- Eugene McGuinness
- Juana Molina
- Orange Juice
- Owen Pallett
- The Pastels
- Pavement
- Pram
- Psapp
- Quasi
- Real Estate
- Royal Trux
- Sebadoh
- Sons and Daughters
- Spiral Stairs
- To Rococo Rot
- Townes Van Zandt
- Tricky
- Twin Sister
- Villagers
- Patrick Watson
- My Bloody Valentine
- Wild Beasts
- Robert Wyatt
- Wyatt, Atzmon & Stephen
- James Yorkston

### Domino Records USA
- Adem
- Animal Collective
- Benjy Ferree
- Caribou
- Cass McCombs
- CHIEF
- Clearlake
- Clinic
- Correcto
- Dirty Projectors
- Farrah
- Four Tet
- Franz Ferdinand
- Future Pilot AKA
- Juana Molina
- Junior Boys
- Lightspeed Champion
- Neutral Milk Hotel
- The Notwist
- Orange Juice
- The Pastels
- Sons and Daughters
- To Rococo Rot
- Ulrich Schnauss
- Yo Majesty
- James Yorkston and the Athletes
- Ela Minus